# Jacques Swaters
Jacques Albert Max Marie Edouard Swaters (Woluwe-Saint-Lambert, 30 ottobre 1926 – Bruxelles, 10 dicembre 2010) è stato un pilota di Formula 1 belga.
È considerato uno dei più importanti personaggi dell'automobilismo sportivo del XX secolo.
Pilota, team manager, fondatore della "Scuderia Francorchamps", dell'altrettanto rinomato "Garage Francorchamps" e del primo museo dedicato alla Ferrari denominato "the Bunker" in cui sin dagli anni settanta erano custoditi ed esposti cimeli del mondo Ferrari, oltre a diverse vetture Ferrari di rarità, rilevanza ed importanza mondiale.
È il fondatore della prima concessionaria Ferrari nel mondo. La sua amicizia e collaborazione con Enzo Ferrari è durata dagli anni cinquanta sino alla morte del "Drake".
La sua importanza ed influenza nel mondo "Ferrari" è tale da essere una delle poche persone all'epoca viventi a cui la Ferrari ha dedicato un colore specifico per le vetture, il Blu Swaters, disponibile dal 1992 sulla Ferrari 456 GT, che fu addirittura presentata presso il suo "Garage Francorchamps" anziché in un salone dell'automobile come di consueto avviene.

## Carriera
Jacques Swaters cominciò la propria carriera di pilota automobilistico nell'immediato dopoguerra, mentre era studente universitario di legge. Comprò infatti una vecchia MG insieme all'amico Charles de Tornaco e prese parte insieme a Paul Frère alla 24 Ore di Spa terminando al quarto posto nella sua classe di veicoli. Al contempo, però, Swaters era attratto dalla possibilità di gestire una propria scuderia e fondò così l'Ecurie Belgique con cui forniva vetture a piloti come André Pilette e Roger Laurent.
Nel 1950 il belga aveva accumulato abbastanza denaro da poter comprare alcune Talbot-Lago e decise di partecipare ad alcune competizioni internazionali. Il Royal Automobile Club de Belgique gli impose però di cambiare denominazione al proprio team, che venne quindi rinominato Ecurie Francorchamps. Nel 1951 Pilette distrusse la Talbot al Gran Premio d'Olanda e Swaters riparò la vettura prendendo parte a due gare del Campionato mondiale di Formula 1 ottenendo un decimo posto come miglior risultato. Comprò poi una Ferrari 500 F2, dando inizio ai suoi rapporti con la Scuderia Ferrari, durati oltre cinquant'anni. Con quella vettura il belga vinse la gara di Formula 2 dell'AVUS e divenne rappresentante della Ferrari nel Benelux.
Intanto con la sua scuderia si concentrò soprattutto sulle gare a ruote coperte, facendo qualche apparizione di tanto in tanto in Formula 1. Nel 1955 fondò poi su richiesta della Shell belga l'Ecurie Nationale Belge fornendo ai propri piloti diverse vetture, tra cui le Emeryson. Il team, però, negli anni sessanta cessò l'attività.
Successivamente Swaters fu uno dei pionieri del collezionismo di vetture d'epoca e di oggetti relativi ad Enzo Ferrari e alla Ferrari; durante la sua vita infatti, nel "Bunker" accumulò oltre a diverse vetture importanti anche una delle più importanti collezioni di "Automobilia Ferrari". Nel 2008 dopo essersi ritirato dalle attività lavorative, alla veneranda età di 82 anni, cedette gran parte della sua impressionante collezione in un'asta all'interno del circuito di Fiorano a Maranello. Morì il 10 dicembre 2010 all'età di 84 anni.

## Risultati in Formula 1
| 1951 | Scuderia        | Vettura     |  |  |  |  |  |    |     |  |  | Punti | Pos. |
| ---- | --------------- | ----------- |  |  |  |  |  | -- | --- |  |  | ----- | ---- |
| 1951 | Ecurie Belgique | Talbot-Lago |  |  |  |  |  | 10 | Rit |  |  | 0     |      |

| 1953 | Scuderia             | Vettura        |  |  |  |  |  |  |   |     |  | Punti | Pos. |
| ---- | -------------------- | -------------- |  |  |  |  |  |  | - | --- |  | ----- | ---- |
| 1953 | Ecurie Francorchamps | Ferrari 500 F2 |  |  |  |  |  |  | 7 | Rit |  | 0     |      |

| 1954 | Scuderia             | Vettura        |  |  |     |  |  |  |   |  |     | Punti | Pos. |
| ---- | -------------------- | -------------- |  |  | --- |  |  |  | - |  | --- | ----- | ---- |
| 1954 | Ecurie Francorchamps | Ferrari 500 F2 |  |  | Rit |  |  |  | 8 |  | Rit | 0     |      |

| 1955 | Scuderia           | Vettura |  |  |  |    |  |  |  |  |  | Punti | Pos. |
| ---- | ------------------ | ------- |  |  |  | -- |  |  |  |  |  | ----- | ---- |
| 1955 | Ecurie Filipinetti | Gordini |  |  |  | NQ |  |  |  |  |  | 0     |      |

| Legenda | 1º posto     | 2º posto | 3º posto    | A punti         | Senza punti/Non class.  | Grassetto – Pole position Corsivo – Giro più veloce |
| Legenda | Squalificato | Ritirato | Non partito | Non qualificato | Solo prove/Terzo pilota | Grassetto – Pole position Corsivo – Giro più veloce |